# فوجیوارا نو سانه‌یوری
فوجیوارا نو سانه‌یوری (انگلیسی: 藤原 実頼 Fujiwara no Saneyori؛ 900 – ۲۴ ژوئن ۹۷۰) سیاستمدار اودایجین، سادایجین، دایجو-دایجین، کانپاکو و سشو در دوره هی‌آن اهل ژاپن بود.